# 查納堤普·波通坎
查納堤普·波通坎（曾被誤譯為查納提普·坡通卡，羅馬化：Chanatip Phothongkam，1992年8月16日—），小名Champ，現為泰國第3電視台旗下藝人。代表作為2017年的《烈焰燃情》。

## 早期生活
Champ於1992年8月16日出生於泰國拉廊府。畢業於北曼谷先皇科技大學的工程學院。

## 演藝經歷
2014年，Champ從選秀競賽“Yaris The PRESENTER 2014 ค้นหาคนที่ใช่ในสไตล์ที่เป็นคุณ”的6000名參賽者中脫穎而出，獲得冠軍，並被選作豐田Yaris廣告的代言人，也正式開啟他的演藝之路。
2015年4月，Champ有機會在特別項目“The Ladies รู้ทันผู้ชาย รู้ใจผู้หญิง”與婉娜拉·宋提查與愛莉絲·蔡合作出演歌手緹蒂瑪·巴圖提普的MV作品《親愛的》〈ที่รัก〉。同年，在首部戲劇作品《龍裔黑幫之犀牛》中飾演Krit一角，並與娜塔妮查·丹瓦塔納瓦尼搭檔。後來製作人甘·帕迪維吉讓Champ在他首部製作的電視劇《音樂戰爭》中擔綱第一男主角。

## 個人生活

### 興趣
Champ擅長拳擊運動，對泰拳和國際拳擊都很感興趣。

## 影視作品

### 電視劇
| 首播年份 | 戲名                   | 戲名              | 播放平台     | 角色                                  | 備註 |
| 首播年份 | 譯名                   | 原文名            | 播放平台     | 角色                                  | 備註 |
| 2015年   | 《龍裔黑幫之獅子》     |                   | Ch3Thailand  | Krit                                  | 配角 |
| 2015年   | 《龍裔黑幫之野牛》     |                   | Ch3Thailand  | Krit                                  | 配角 |
| 2015年   | 《龍裔黑幫之犀牛》     |                   | Ch3Thailand  | Krit                                  | 配角 |
| 2017年   | 《音樂戰爭》           |                   | Channel 3 SD | Kampee                                | 主演 |
| 2017年   | 《烈焰燃情2017》       |                   | Ch3Thailand  | Traitot Methasit （Tot）              | 配角 |
| 2019年   | 《罪孽牢籠》           |                   | Ch3Thailand  | Prasong Assawarungreungkit （A Tong） | 主演 |
| 2020年   | 《元素少年》           |                   | Ch3Thailand  | Na Ka                                 | 主演 |
| 2021年   | 《瑪雅魅力》           |                   | Ch3Thailand  | Pakawat （Wat）                       | 配角 |
| 2022年   | 《情滿穹輿》           |                   | Ch3Thailand  | Kawin                                 | 配角 |
| 2022年   | 《湄公河之靈2022》     |                   | Ch3Thailand  | Thitkhen（現代）                      | 配角 |
| 2022年   | 《湄公河之靈2022》     | Phaya Lue（前世） | Ch3Thailand  |                                       | 配角 |
| 2023年   | 《農場新娘》           |                   | Ch3Thailand  | Danai （Nai）                         | 配角 |
| 2024年   | 《邂逅愛情天堂島2024》 |                   | Ch3Thailand  |                                       | 配角 |

## 外部連結
- 查納堤普·波通坎於Channel 3的簡介 （页面存档备份，存于）（泰文）
- 查納堤普·波通坎的Instagram帳戶（泰文）